# سكوبي دو! شركة حل الألغاز
سكوبي دو! شركة حل الألغاز (بالإنجليزية: Scooby-Doo! Mystery Incorporated)‏ هو مسلسل رسوم متحركة أمريكي، عرض الموسم الأول منه على قناة كرتون نتورك في 5 أبريل 2010. شارك في المسلسل ميندي كوهن، غراي ديلايل، ماثيو ليلارد وفرانك ويلكر.

## روابط خارجية
سكوبي دو! شركة حل الألغاز على موقع IMDb (الإنجليزية)
- سكوبي دو! شركة حل الألغاز على موقع ميتاكريتيك (الإنجليزية)
- سكوبي دو! شركة حل الألغاز على موقع روتن توميتوز (الإنجليزية)
- سكوبي دو! شركة حل الألغاز على موقع نتفليكس (الإنجليزية)
- سكوبي دو! شركة حل الألغاز على موقع فيلمافينيتي (الإسبانية)
- سكوبي دو! شركة حل الألغاز على موقع كينوبويسك (الروسية)
- سكوبي دو! شركة حل الألغاز على موقع ألو سيني (الفرنسية)
- سكوبي دو! شركة حل الألغاز على موقع قاعدة بيانات الفيلم (الإنجليزية)